# Сандиктауський сільський округ
Сандикта́уський сільський округ (каз. Сандықтау ауылдық округі, рос. Сандыктауский сельский округ) — адміністративна одиниця у складі Сандиктауського району Акмолинської області Казахстану. Адміністративний центр — село Сандиктау.
Населення — 1459 осіб (2021; 1953 у 2009, 2170 у 1999, 2386 у 1989).
Станом на 1989 рік існувала Сандиктауська сільська рада (села Новоромановка, Петровка, Сандиктау, Сандиктау (Сандиктауський лісхоз)). Пізніше села Петровка та Лісхоз (колишнє село Сандиктау) увійшли до складу Балкашинського сільського округу. 2000 року ліквідовано село Підсобне хозяйство дитячого дому.

## Склад
До складу округу входять такі населені пункти:
| Населений пункт                        | Населення, осіб (1989) | Населення, осіб (1999) | Населення, осіб (2009) | Населення, осіб (2021) |
| -------------------------------------- | ---------------------- | ---------------------- | ---------------------- | ---------------------- |
| Новоромановка, село                    | 429                    | 371                    | 311                    | 259                    |
| Підсобне хозяйство дитячого дому, село | -                      | 0                      | -                      | -                      |
| Сандиктау, село                        | 1957                   | 1799                   | 1642                   | 1200                   |